# Commelina longifolia
Commelina longifolia är en himmelsblomsväxtart som beskrevs av Jean-Baptiste de Lamarck. Commelina longifolia ingår i släktet himmelsblommor, och familjen himmelsblomsväxter. Inga underarter finns listade.